# Ле Барс, Юг
Юг Ле Барс (фр. Hugues Le Bars; 13 октября 1950, Версаль — 1 ноября 2014) — французский композитор и музыкант. Сотрудничал с кинорежиссёрами Джеромом Буваном (Confessions d’un Barjo, 1992), Бертраном Блие (Les Côtelettes, 2003), Колин Серро (Saint-Jacques… La Mecque, 2005) и др.
Совместные работы с театральным режиссёром Морисом Бежаром. Автор детской музыки, музыки для рекламы, телепередач и документального кино (фильмы Кусто и киностудии Gaumont, телеканалы Paris PremiXre, Canal J), музыка для показов мод (Sonia Rykiel, Versace).

## Дискография
- 1991 : J’en ai marre
- 1995 : Zinzin
- 2001 : Musique pour Versailles